# Macrodorcas recta
Macrodorcas recta es una especie de coleóptero de la familia Lucanidae.
Habita en Corea y Japón. Tiene las siguientes subespecies:
- Macrodorcas recta amamiana
- Macrodorcas recta kubotai
- Macrodorcas recta miekoae
- Macrodorcas recta okinawana
- Macrodorcas recta recta
- Macrodorcas recta yaeyamaensis